# 探偵事務所
『探偵事務所』（たんていじむしょ）は、1994年から1999年までテレビ朝日系「土曜ワイド劇場」で放送されたテレビドラマシリーズ。全5回。主演は水谷豊。

## キャスト

### アイワ探偵事務所
事務所は焼鳥「多美」の2階を間借りしている。
室生一喜
演 - 水谷豊
所長。元警視庁捜査一課刑事。妻とは離婚している。
松井健次
演 - 段田安則
調査員。浮気調査が得意。元区役所の戸籍係。松井はアイワ探偵事務所にやって来た初めての客で、妻の浮気調査を依頼しそれが縁で調査員になる。その後、妻とは離婚。
第5作は恋人の松山美帆が殺されラストで娘の亜樹を養女にする。今の給料では亜樹を養っていけないためアイワ探偵事務所を退社し焼鳥「多美」の店長になる。兼任でアイワ探偵事務所の浮気調査専門の契約社員になる。
浅田麻衣
演 - 井上晴美
調査員。元暴走族で親に勘当されている。松井とは事ある毎に口喧嘩している。

### 警視庁捜査一課
蛭多徹夫
演 - 立川三貴（第1作）、金田明夫（第2作 - 第5作）
課長代理。階級は警部。室生の刑事時代の先輩。
角田隆三
演 - 左右田一平（第1作 - 第4作）
刑事。蛭多の部下。

### その他
野村多美
演 - 野村昭子
焼鳥「多美」オーナー。室生が家賃を滞納するため探偵事務所に催促に行く。

### ゲスト
★は依頼人 ※第5作はなし
第1作「依頼人が消えていく…」（1994年）
- 田浦幹夫（田浦工業 専務・要之助と雪絵の次男） - 山口仁
- 田浦克之（田浦工業 副社長・要之助と先妻の長男） - 伊藤高
- 田浦要之助（田浦工業 社長） - 新井量大
- 田浦雪絵（要之助の後妻） - 小沢寿美恵
- 田浦梨沙（要之助と雪絵の娘） - 櫻井玲子
- 白石（刑事） - 塙恵介
- 恵里（サチコの近所の住人） - 菅原あき
- 上村隆司（サチコの恋人・自動車修理工場従業員） - 柚原旬
- 刑事 - 加藤千秋
- マンション管理人 - 石垣守一
- 上村の家の大家 - 八百原寿子
- 市長 - 村上幹夫
- 高野（バイク店経営者） - 小野寺弘之
- パーティ会場の係員 - 葛西俊之
- 麻衣の友人 - 柳田よしたか
- 葦木龍男（田浦工業 社長秘書） - 村田雄浩 ★
- 生間美紀、稲生まり子、市野莉絵、二村幸則、荻田佳也子、岡田吉弘、三宅ゆみか、志水正義、鈴木伸幸、土谷美信、村添豊徳、小川潤、神秀明、加藤朗、樫尾兼司

第2作「7つの予告殺人プログラム!」（1995年）
- 水野早紀（よこやま呉服店 本店売り場主任） - 鈴木ほのか
- 中村健一郎（カメラマン・毬絵の夫） - 南条弘二
- 横山邦江（よこやま呉服店 社長） - 福田公子 ★
- 篠崎武雄（和服デザイナー・志絵の婚約者） - 井上倫宏
- 中村毬絵（邦江の長女・志絵の姉） - 田中三恵
- 田倉香奈子（邦江の秘書） - 吉川十和子
- 北野（よこやま呉服店 常務） - 須永慶
- 横山志絵（邦江の次女） - 西岡ちあき
- 不動産屋 - 青木卓司
- 橋爪（健一郎のカメラマン仲間） - 志水正義
- 岡本ホテル 女将 - 今村明美
- 岡本ホテル 大女将 - 泉よし子
- 教師 - 竹内靖司
- シュウヘイ（邦江の夫・故人） - 若尾義昭
- ガソリンスタンド従業員 - 小山力也
- よこやま呉服店 社員 - 泉福之助
- 刑事 - 千田孝康
- 山田博行、岸本功、高都幸子、鈴木伸幸、渡辺美奈子

第3作「奇妙な依頼人!」（1996年）
- 勝山由利江（華子の娘） - あめくみちこ
- 安野邦夫（篠崎総合病院 医師・君代の夫） - 川原和久
- 篠崎幸一郎（篠崎総合病院 院長・松波病院 元院長・婿養子） - 中丸新将
- 篠崎芙美子（篠崎の妻） - 福田裕子
- 北野（京北医大附属病院 医師） - 永田耕一
- 有吉（刑事・室生の刑事時代の後輩） - 伊原幸司
- 安野君代（篠崎総合病院 看護婦・松波病院 元看護婦） - 矢野いづみ
- 刑事 - 志水正義
- 看護婦 - 菊地久美
- 勝山華子（老夫人） - 南田洋子 ★
- 田川靖子、及川久美子、速水悠乃

第4作「死んでいく依頼人!」（1996年）
- 共坂真知子（雪子の高校時代の友人・半年前に飛び降り自殺） - 片岡礼子
- 佐竹ユリ（雪子の高校時代の友人・佐竹電子 社長令嬢） - 仁藤優子
- 島崎みゆき（探偵志望の女子大生） - 西尾まり
- 安藤春奈（雪子の高校時代の友人・美容師） - 大竹一重
- 宮内里子（コンパニオン事務所所長） - 安倍里葎子
- 流崎妙子（久美の姉・看護婦） - 戸川京子
- 立花雪子（会社員・松城西女子高等学校 卒業生） - 渡辺真起子 ★
- 飯島美和 - 上野めぐみ
- 宮田喜久代 - 田畑ゆり
- 渡辺（松城西女子高等学校 教諭） - たかお鷹
- 慶徳大学付属病院 医師 - 奈良坂篤
- 刑事 - 志水正義
- 流崎久美（雪子の高校時代の友人・高校時代に自殺） - 山本麻利央
- 佐竹勝幸（ユリの夫） - 上杉祥三
- 関本涼子、古屋美穂、平野朝子、高橋智見、葛西俊之、松沼美和

第5作「哀しき逃亡者」（1999年）
- 佐野和歌子（桜庭の元婚約者・実家はホテル「清風」） - 筒井真理子
- 松山亜樹（美帆の娘） - 奥田佳菜子
- 坂上千次（医師） - 江藤漢
- 桜庭雄一（室生の刑事時代の親友・5年前 拳銃で高田の腹部を撃った直後自殺） - 神保悟志
- 松山美帆（レストラン店長・松井の恋人） - 舟木幸
- 木村（警視庁捜査一課 刑事） - 小松正一
- 戸坂（警視庁捜査一課 刑事） - 悠木真吾
- 真澄（レストラン従業員） - 横江可緒里
- 祐美（レストラン従業員） - 徳永廣美
- 駐在 - つじしんめい
- ホステス - 藤咲舞
- 刃物屋店長 - 葉山純士郎
- 別府中央警察署 署長 - 山浦栄
- アナウンサー - 鳥畑洋人、山中誠也、荻田佳也子
- 高田龍一（警視庁官房次長・室生の刑事時代の上司） - 京本政樹

## スタッフ
- 原作 - 鳥羽亮
- 脚本 - 石原武龍（第1作 - 第3作・第5作）、橋塚慎一（第4作）
- 監督 - 村川透（第1作）、吉田啓一郎（第2作 - 第5作）
- プロデューサー - 佐藤凉一（テレビ朝日）、高橋正樹（テレビ朝日）、松本基弘（テレビ朝日）、池ノ上雄一（東映）、坂本年文（東映）、須藤泰司（東映）
- 制作 - テレビ朝日、東映

## 放送日程
| 話数 | 放送日         | サブタイトル             | 原作                     | 脚本     | 監督       | 視聴率 |
| ---- | -------------- | ------------------------ | ------------------------ | -------- | ---------- | ------ |
| 1    | 1994年10月22日 | 依頼人が消えていく…      | 『鴎が死んだ日』         | 石原武龍 | 村川透     | 19.2%  |
| 2    | 1995年07月15日 | 7つの予告殺人プログラム! | 『鷺の舞殺人事件』       | 石原武龍 | 吉田啓一郎 | 12.5%  |
| 3    | 1996年01月13日 | 奇妙な依頼人!            | 『殺人は小説より奇なり』 | 石原武龍 | 吉田啓一郎 | 16.0%  |
| 4    | 9月07日        | 死んでいく依頼人!        | 『巨大密室』             | 橋塚慎一 | 吉田啓一郎 | 13.5%  |
| 5    | 1999年06月12日 | 哀しき逃亡者             |                          | 石原武龍 | 吉田啓一郎 | 15.5%  |

- 視聴率はビデオリサーチ調べ、関東地区・世帯

## 備考
- 本シリーズは、映像化できる原作を使い果たしたことにより、1999年の第5作をもって完結した。その後、本作の製作陣は、水谷豊主演の新シリーズとして『相棒・警視庁ふたりだけの特命係』をスタートさせた。